# Bad Wünnenberg
Bad Wünnenberg (bis 2000 Wünnenberg) ist eine Kleinstadt, Luftkurort und Kneippkurort in Nordrhein-Westfalen, die im Süden von Ostwestfalen-Lippe (OWL) liegt und zum Kreis Paderborn gehört. Teile des Stadtgebiets gehören naturräumlich bereits zum Sauerland.

## Geographie

### Geographische Lage
Die Stadt liegt im Süden des Kreises Paderborn und wird von den Städten Büren, Lichtenau, Salzkotten (alle im Kreis Paderborn) sowie Brilon und Marsberg (beide Hochsauerlandkreis) umschlossen. Landschaftlich gehört der größte Teil des Stadtgebietes zur Paderborner Hochfläche und damit zur Westfälischen Bucht, der Südrand dagegen zum Alme-Afte-Bergland und damit zum Sauerland. Das Stadtgebiet steigt Richtung Süden in Schichtstufen an. Der Stadtteil Bleiwäsche ist mit 447 m ü. NN der höchstgelegene Ort des Kreises Paderborn und des Regierungsbezirks Detmold. Im Stadtgebiet liegt zudem der höchste Punkt des Regierungsbezirks Detmold. Es handelt sich um den Nordhang des Totenkopfs südöstlich der Aabachtalsperre mit einer Höhe von 498 m ü. NN. Auf dem Sintfeld, an dem Bad Wünnenberg im nördlichen Stadtgebiet Anteil hat, schlug Karl der Große eine seiner Schlachten. Große Bereiche des südwestlichen Stadtgebiets gehören seit 2023 zum Vogelschutzgebiet Diemel- und Hoppecketal mit angrenzenden Wäldern.

### Geologie

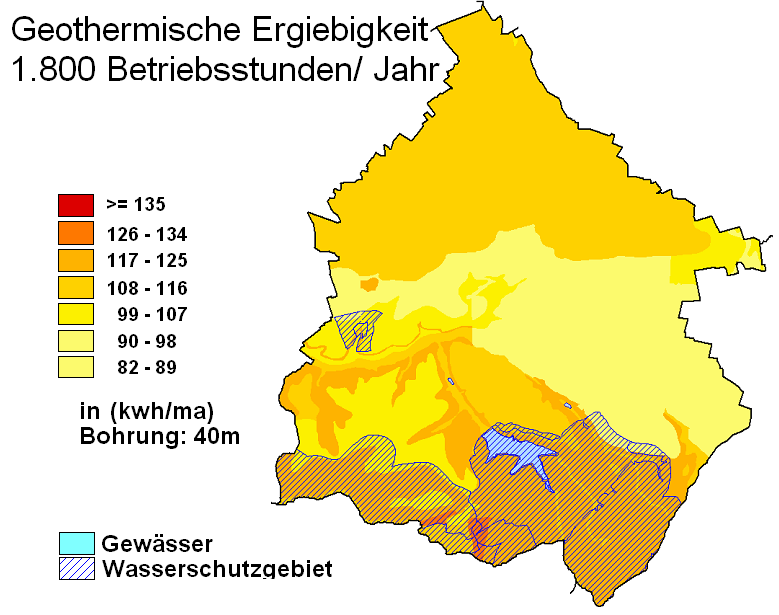
Geothermische Ergiebigkeit des Stadtgebiets

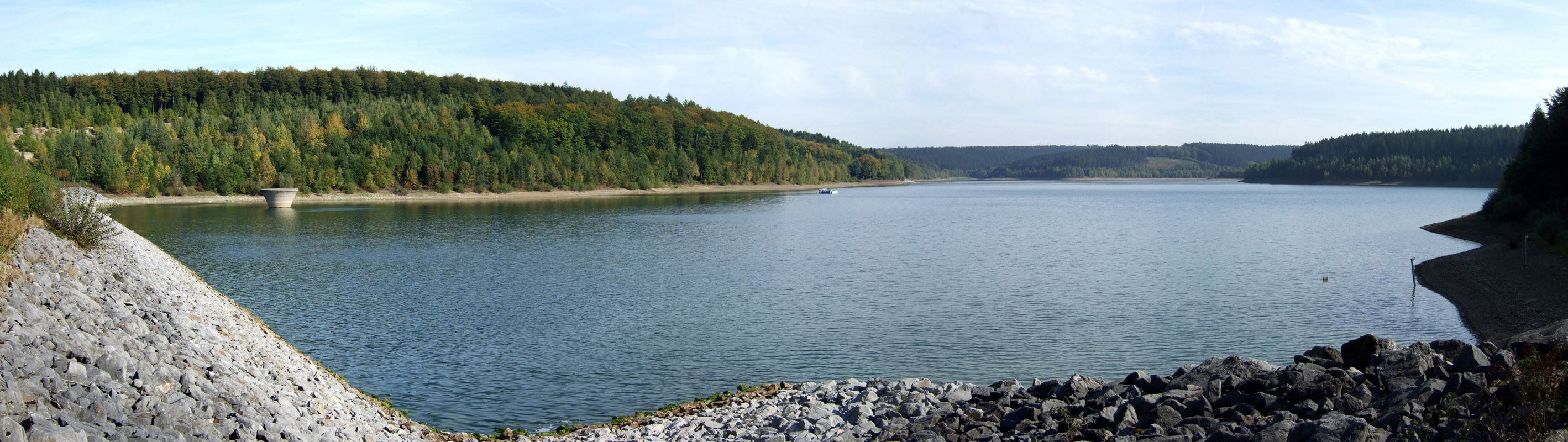
Panorama der Aabach-Talsperre von der Sperrmauer aus

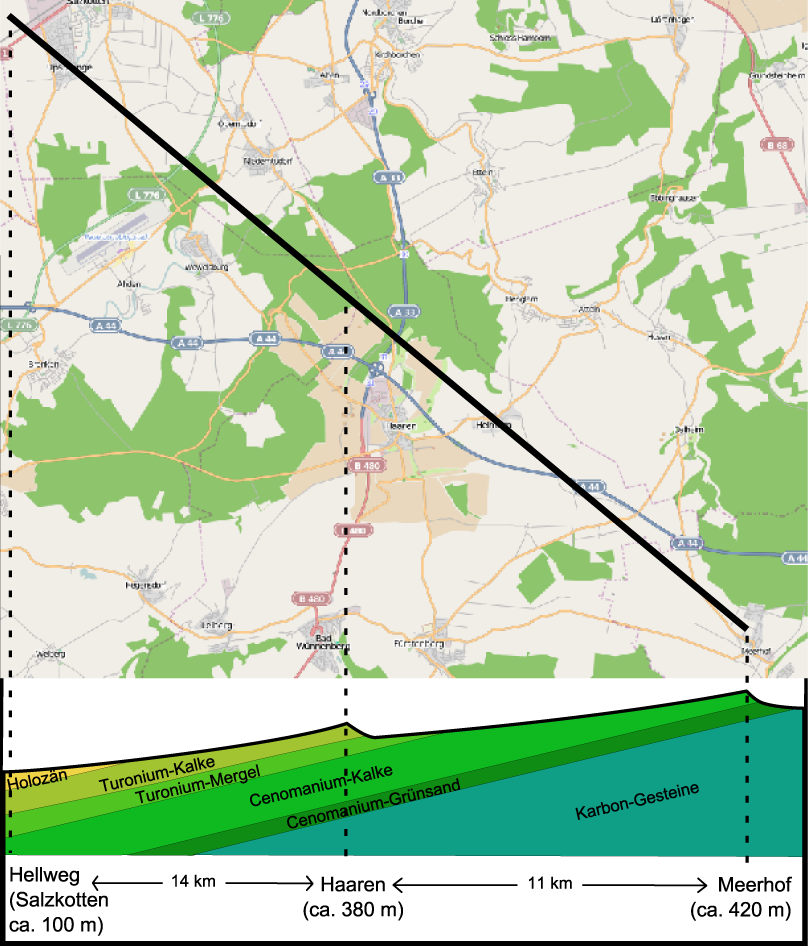
Geologischer Schnitt durch das Sintfeld

Im Stadtgebiet kommen Schichten des Erdaltertums, speziell aus Devon und Karbon, aus der Kreidezeit und in geringerem Umfang aus dem Quartär an der Erdoberfläche vor. Dabei liegen die ältesten Gesteine, vor rund 370 Millionen Jahren von riffbildenden Organismen gebildete Massenkalke aus dem Devon, südwestlich von Bleiwäsche. In den Tälern von Afte, Aa und Karpe besteht der Untergrund aus Ton-, Schluff- und Sandstein des Oberkarbons. Im Norden des Stadtgebiets sind die Schichten des Karbon von Kreidegestein überdeckt. Die Grenze zwischen Kreide- und Karbongestein bildet auch den Übergang von der Paderborner Hochfläche zum Sauerland, wodurch das südliche Stadtgebiet naturräumlich zum Sauerland gehört. Nur selten finden sich Ablagerungen des Eiszeitalters.
Während die Kalk- und Mergelsteine des Erdmittelalters gute Grundwasserleiter sind, leiten die darunter liegenden Gesteine des Karbons das Grundwasser nur sehr gering. Das Niederschlagswasser versinkt schnell in den verkarsteten Kalksteinen des Sintfeldes, also des südlichen Teils der Paderborner Hochfläche. Sobald das Wasser die Schichten des Karbons erreicht, staut es sich und fließt Karstquellen in Salzkotten-Upsprunge und Borchen zu.
Wo die Grenzfläche zwischen den Karbon- und Kreide-Gesteinen unterschnitten wird, tritt an den Hängen eine Vielzahl von Quellen aus, die früher zur Trinkwasserversorgung genutzt wurden. Da durch die Verkarstung das Oberflächenwasser vom Erdreich aber nur gering gefiltert wird, haben sich insbesondere Probleme mit der durch Landwirtschaft verursachten Nitratbelastung ergeben. Zudem sind die Quellen nicht jederzeit ergiebig. Das Trinkwasser der Stadt wird daher seit 1983 zum überwiegenden Teil der Aabach-Talsperre entnommen. Eine Ausnahme bildet Bleiwäsche, das hydrogeologisch zum Briloner Massenkalk gehört und mit Karstgrundwasser aus dem Wasserwerk Weiße Frau in Brilon-Alme versorgt wird.
Die Rohstoffvorkommen im Stadtgebiete haben so gut wie keine wirtschaftliche Bedeutung mehr. Früher wurden vor allem die Sandsteine der Unterkreide und die Bruchsteine der Oberkreide zum Bau von Häusern und Scheunen verwendet. In einem Großsteinbruch südlich von Bleiwäsche wird qualitativ hochwertiger Massenkalk aus dem Devon für die Schotterherstellung gewonnen. Ebenfalls im Raum Bleiwäsche werden Buntmetallerz und Schwerspat abgebaut.
Da im Stadtgebiet der Übergang zwischen Paderborner Hochfläche und Sauerland stattfindet, gibt es zwei unterschiedliche Bodengesellschaften. Im Nordteil etwa bis zu einer Linie von Wünnenberg nach Marsberg-Essentho, der vorwiegend landwirtschaftlich genutzt wird, kommen wesentlich mittelgründige Braunerden vor. Insbesondere an Steilhängen und auf Hochlagen kommen flachgründige, steinige Rendzinen vor, die in noch höherem Maß als die benachbarten Braunerden dürregefährdet sind. In geschützten Bereichen haben sich mächtige Lössdecken gebildet, aus denen sich Parabraunerden entwickelt haben, die sehr viel Wasser speichern können. In den Trockentälern ist eine Vielzahl von Kolluvien aus erodiertem humosem Bodenmaterial entstanden. Der Nordteil des Stadtgebiets wird vorwiegend ackerbaulich genutzt.
Im Südteil des Stadtgebietes haben sich ebenfalls Braunerden entwickelt, die hier aber mittel- bis tiefgründig und basenarm sind. Sie neigen zu Staunässe und gehen in Senken und Quellbereichen von Bächen in Pseudogleye über. Die Flusstäler von Alme und Afte sind von Gleyböden aus Lehm bedeckt. Örtlich finden sich kleine Niedermoore. Der südliche Teil ist vorwiegend bewaldet.
Bad Wünnenberg eignet sich im Mittelteil des Stadtgebiets mittelmäßig, sonst gut bis sehr gut zur Nutzung von geothermischen Wärmequellen mittels Erdwärmesonden und Wärmegewinnung durch Wärmepumpenheizungen. Vereinzelte Standorte eignen sich nicht (vgl. dazu die nebenstehende Karte).

### Ausdehnung und Nutzung des Gemeindegebiets
Die als „große Landgemeinde“ klassifizierte Gemeinde bedeckt eine Fläche von 161,04 km². Den größten Flächenanteil nehmen Wald- und Landwirtschaftsfläche mit zusammen ca. 89,9 % ein, Siedlungs- und Verkehrsfläche bedecken weitere rund 8,2 %. Die größte Ausdehnung in Nordsüdrichtung ist ca. 19 km, in Ostwestrichtung ca. 16,6 km. Für die Stadt ist der Zweckverband Erholungsgebiet Bad Wünnenberg/Büren aktiv.
| Fläche nach Nutzungsart | Landwirt- schaftsfläche | Wald- fläche | Gebäude-, Frei- und Betriebsfläche | Verkehrs- fläche | Wasser- fläche | Sport- und Grünfläche | sonstige Nutzung |
| ----------------------- | ----------------------- | ------------ | ---------------------------------- | ---------------- | -------------- | --------------------- | ---------------- |
| Fläche in km²           | 76,69                   | 68,14        | 5,32                               | 7,94             | 1,78           | 0,80                  | 0,45             |
| Anteil an Gesamtfläche  | 47,60 %                 | 42,29 %      | 3,30 %                             | 4,93 %           | 1,10 %         | 0,50 %                | 0,28 %           |

### Nachbargemeinden
An die Stadt Bad Wünnenberg grenzen im Uhrzeigersinn, beginnend im Norden, die Stadt Salzkotten, die Gemeinde Borchen, die Stadt Lichtenau (alle Kreis Paderborn), die Städte Marsberg und Brilon (Hochsauerlandkreis) sowie die Stadt Büren (Kreis Paderborn).

### Stadtgliederung

Ortsteile von Wünnenberg

Nach § 3 Absatz 1 ihrer Hauptsatzung gliedert sich die Stadt Bad Wünnenberg in folgende sieben Ortschaften:
| Ortschaft      | Einwohner * | Fläche in km² * |
| -------------- | ----------- | --------------- |
| Bleiwäsche     | 0.837       | 09,20           |
| Elisenhof      | 106         | 04,25           |
| Fürstenberg    | 2.671       | 58,90           |
| Haaren         | 2.553       | 32,96           |
| Helmern        | 0.878       | 12,49           |
| Leiberg        | 1.589       | 16,02           |
| Bad Wünnenberg | 3.803       | 27,18           |
| Gesamt         | 12.4370     | 161,000         |

### Klima
Bad Wünnenberg gehört der gemäßigten Klimazone Mitteleuropas an und liegt im Bereich des subatlantischen Seeklimas. Die Winter sind unter atlantischem Einfluss meist mild und die Sommer mäßig warm. Die Jahresmitteltemperatur liegt bei ca. 7–8 °C.
Durch die Lage im subatlantischen Seeklima herrscht ganzjährig ein humides Klima mit relativ gleich verteilten Niederschlägen vor. Insgesamt fallen an der Messstation Eilern im langjährigen Mittel ca. 795 mm Niederschlag jährlich.
|                        | Jan  | Feb  | Mär  | Apr  | Mai  | Jun  | Jul  | Aug  | Sep  | Okt  | Nov  | Dez  |   |       |
| Mittl. Temperatur (°C) | −0,5 | 0,0  | 2,5  | 6,1  | 10,6 | 13,5 | 15,1 | 15,0 | 12,2 | 8,4  | 3,5  | 0,7  | ⌀ | 7,3   |
|                        |      |      |      |      |      |      |      |      |      |      |      |      |   |       |
| Niederschlag (mm)      | 59,8 | 52,5 | 59,6 | 62,7 | 72,9 | 83,7 | 85,5 | 77,8 | 57,5 | 50,0 | 61,7 | 70,9 | Σ | 794,6 |

|  |

|  |

|  |

|  |

|  |

|  |

|  |

|  |

|  |

|  |

|  |

|  |

|  |

|  |

|  |

|  |

|  |

|  |

|  |

|  |

|  |

|  |

|  |

|  |

Niederschlagsdiagramm Bad Wünnenberg-Eilern

1Temperaturdaten für das etwa 19 km entfernte Brilon sind nur bedingt vergleichbar, da Brilon deutlich höher liegt. Die Angabe erfolgt mangels eigener Werte für Bad Wünnenberg.
Zum Klima in der Region Ostwestfalen-Lippe, zu der die Stadt gehört, siehe auch den Artikel Klima in Ostwestfalen-Lippe.

## Geschichte
Seit dem frühen Mittelalter existierten im späteren Stadtgebiet zahlreiche Siedlungen, von denen einige bereits im Kontext der Stadtgründung, andere erst während des 14./5. Jahrhunderts verlassen wurden.

### Stadtgründung und spätes Mittelalter
Die Stadt Wünnenberg wurde zu Beginn des 14. Jahrhunderts gegründet, nachdem die Edelherren von Büren auf dem Wünnenberg, das vermutlich Weideberg bedeutet, eine Burg errichtet hatten. Diese Burg entstand inmitten mehrerer bestehender eng beieinander liegender Dörfer, die Eddinghausen, Oberbliksen, Niederbliksen, Immighausen und Zinsdorf hießen. Manche Bewohner zogen sogar näher zur Burg, um in deren Schutz zu leben, obwohl der Weg zu ihren Äckern nun weiter war. Es war die Zeit der Fehden, erbitterter Kleinkriege zwischen verfeindeten Parteien, denen viele Unschuldige zum Opfer fielen. Binnen kurzem entstand ein ungewöhnlich großes Dorf, das 1306 vom Edelherrn Walrave von Büren zur Stadt erhoben wurde. Die neue Stadt bekam das von Büren übertragene neue Stadtrecht und die Bewohner wurden zu freien Bürgern. Sie befestigten die Stadt und umgaben sie mit einer Mauer und einem Graben. Das einzige Stadttor wurde Pote genannt. Um 1313 zog die Pfarrei Eddinghausen nach Wünnenberg um, damit wurde die Stadt auch Pfarrort. Der damalige Landesherr Bischof Bernhard V. von Paderborn errichtete 1325 auf einer Bergnase in der Nähe die Burg Vorstenborg, um die sich der spätere Ort Fürstenberg bildete.
Im Sommer 1348 wurde Wünnenberg von einer bis dahin unbekannten, aus Italien kommenden Seuche heimgesucht, der Pest. Ein Viertel der Einwohner starb innerhalb kurzer Zeit und Papst Clemens V. beklagte 42 Millionen Opfer in Europa. Wie viele Tote es in Wünnenberg gab, ist unbekannt. Die Krankheit wurde durch Rattenflöhe übertragen, so dass es bei den damaligen hygienischen Verhältnissen immer wieder zu Pestepidemien kam, wie in den Jahren 1356, 1360–1363, 1371–1374 und 1420.
Um die Mitte des 14. Jahrhunderts kamen die Edelherren von Büren in Schwierigkeiten und verkauften die Stadt Wünnenberg mit allen Rechten an Bischof Balduin von Paderborn. Dieser verpfändete sein neues Besitztum an verschiedene Adelsgeschlechter, bis es schließlich 1379 von den Herren von Westphalen übernommen wurde. Sie gehörten zu den mächtigsten Geschlechtern im Lande und behielten das Pfand 277 Jahre lang in ihrem Besitz.
1365 wurde Friedrich Deys in Wünnenberg geboren. Nach dem Studium der Rechtswissenschaften in Prag galt er als hervorragender Jurist, war später für die katholische Kirche in Corvey, Paderborn, Bremen, Pisa und Konstanz tätig und wurde schließlich Bischof von Lavant in Österreich und Chiemsee. Er starb im Jahr 1429.

### Kriege und andere Katastrophen

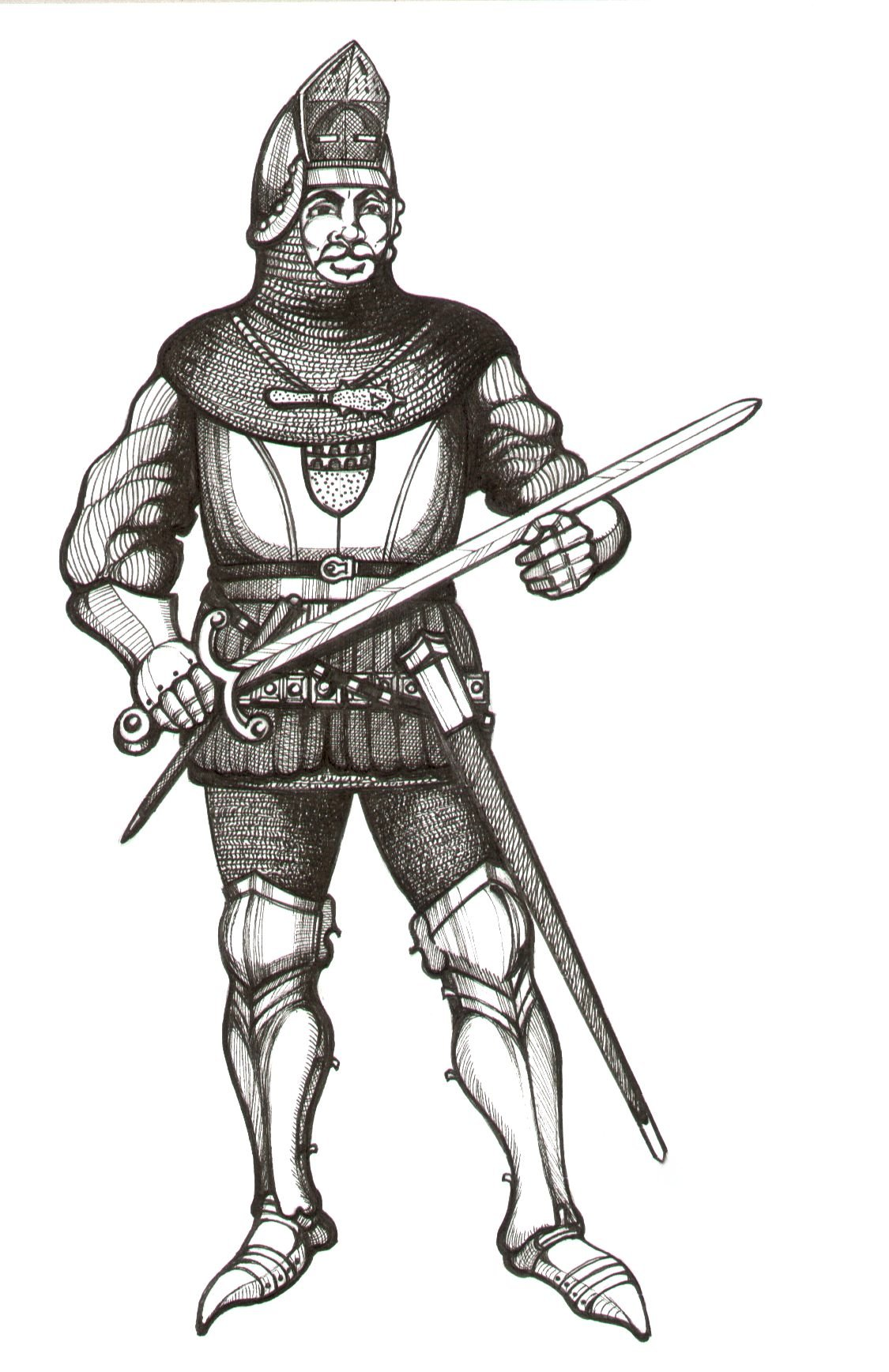
Friedrich III. vom Alten Haus Padberg, einer der Führer der Bengler (Rekonstruktion 2007)

1391 begann die Bengler Fehde zwischen dem Paderborner Bischof und einzelnen Vertretern des Landadels, die sich zum Bengler Ritterbund unter Führung von Friedrich vom Alten Haus Padberg zusammengeschlossen hatten. Wünnenberg wurde daraufhin an den bischöflichen Knappen Wilhelm Crevet übertragen, dem die Verteidigung der Burg oblag. Viele Orte und Kirchen wurden geplündert und niedergebrannt. Am Ende des Krieges 1394 war nur Wünnenberg halbwegs unversehrt und konnte zahlreiche Flüchtlinge aufnehmen, während das umliegende Land verwüstet worden war.
Im 15. Jahrhundert wurde Wünnenberg wiederholt von Katastrophen heimgesucht. Im Jahr 1430 kam es zu einer Feuersbrunst, die sich aufgrund der dichten Bebauung und der Strohdächer verheerend auswirkte. Annähernd die Hälfte aller Häuser brannte nieder. 1453 brach mit der Stiftsfehde ein erneuter Krieg aus, in dessen Verlauf die Stadt belagert, aber nicht eingenommen wurde. 1446 gründeten die Herren von Westphalen das Dorf Fürstenberg, andere Orte, wie Haaren und Helmern wurden erneut aufgebaut, und Wünnenberg bekam wieder Nachbarn.
Auch im 16. Jahrhundert litten die Menschen unter Kriegen, Hungersnöten, Feuersbrünsten und Pestepidemien. Den schlimmsten Brand gab es 1564, vier Tage vor Weihnachten; 64 Häuser wurden vernichtet. Nach wie vor waren die enge Bebauung, die Strohdächer und der Wassermangel das Problem.

### Reformation, Dreißigjähriger Krieg und Hexenverfolgung

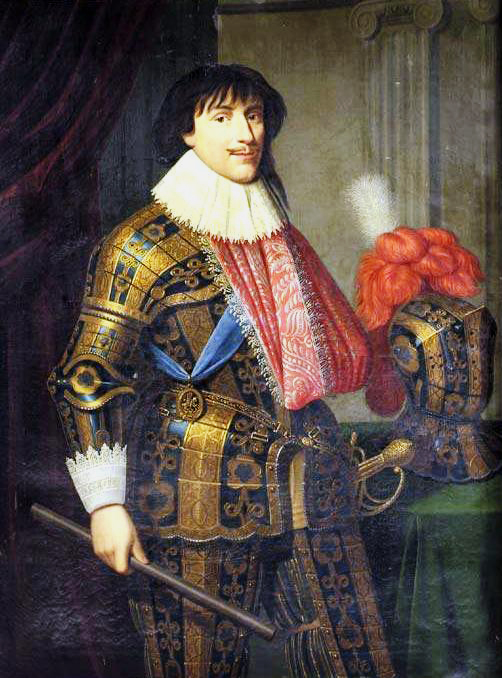
Herzog Christian von Braunschweig-Wolfenbüttel (nach 1622/23) im Prunkharnisch, den linken Unterarm (Prothese) verhüllt

Zu Beginn des 17. Jahrhunderts kamen die Gerüchte über den neuen Glauben, die Reformation, auch nach Wünnenberg. Die gläubigen Menschen waren tief verunsichert und mussten in benachbarten Ländern vielfach das Bekenntnis ihres Landesherren annehmen. In Wünnenberg blieb die Bevölkerung jedoch katholisch. Nach Ausbruch des Dreißigjährigen Krieges (1618–1648) eroberte Christian von Braunschweig im Jahr 1621 das Hochstift Paderborn; auch Wünnenberg wurde von seinen Truppen besetzt und geplündert. 1635 brach erneut eine Pestepidemie aus. Es gab so viele Todesopfer, dass der Friedhof im Ort sie nicht mehr aufnehmen konnte und ein besonderer Pestfriedhof angelegt werden musste. Hier wurden rund 400 Pesttote beerdigt. Im Krieg wurde das Paderborner Land das in Westfalen wohl am stärksten betroffene Gebiet. Allein die Stadt Paderborn wurde sechzehn Mal erobert oder belagert. Die Zahl der Einwohner im Hochstift ging um ein Drittel zurück. Aberglaube und Hexenwahn erreichten einen neuen Höhepunkt.
Im 16. Jahrhundert hatte sich in Europa die Hexenlehre verbreitet. Als Anleitung für die Verfolgung von Hexen und Zauberern diente der Hexenhammer, ein Kompendium des Dominikaners Heinrich Institoris. Sich gegen den Vorwurf der Hexerei zu wehren, war nahezu unmöglich; denn unter der peinlichen Befragung oder der Folter gestand schließlich nahezu jeder Angeklagte. Jeder Mensch in dieser Zeit, aber vorwiegend Frauen, lebte in der Gefahr, wegen Hexerei oder Zauberei verfolgt und angeklagt zu werden. Es genügte in der Regel schon eine Beschuldigung, die Beklaffung aus der Nachbarschaft oder von Verwandten und Bekannten. Noch schwerwiegender war aber die unter der Folter erpresste Aussage über Mitwisser, die sogenannte Besagung einer überführten Hexe. Die beschuldigten Hexen und Zauberer erwartete in der Regel Folter und Tod durch Verbrennen. Auch in Wünnenberg und Umgebung gab es eine große Anzahl an öffentlichen Hexenverbrennungen.

### Unter fürstbischöflicher Herrschaft

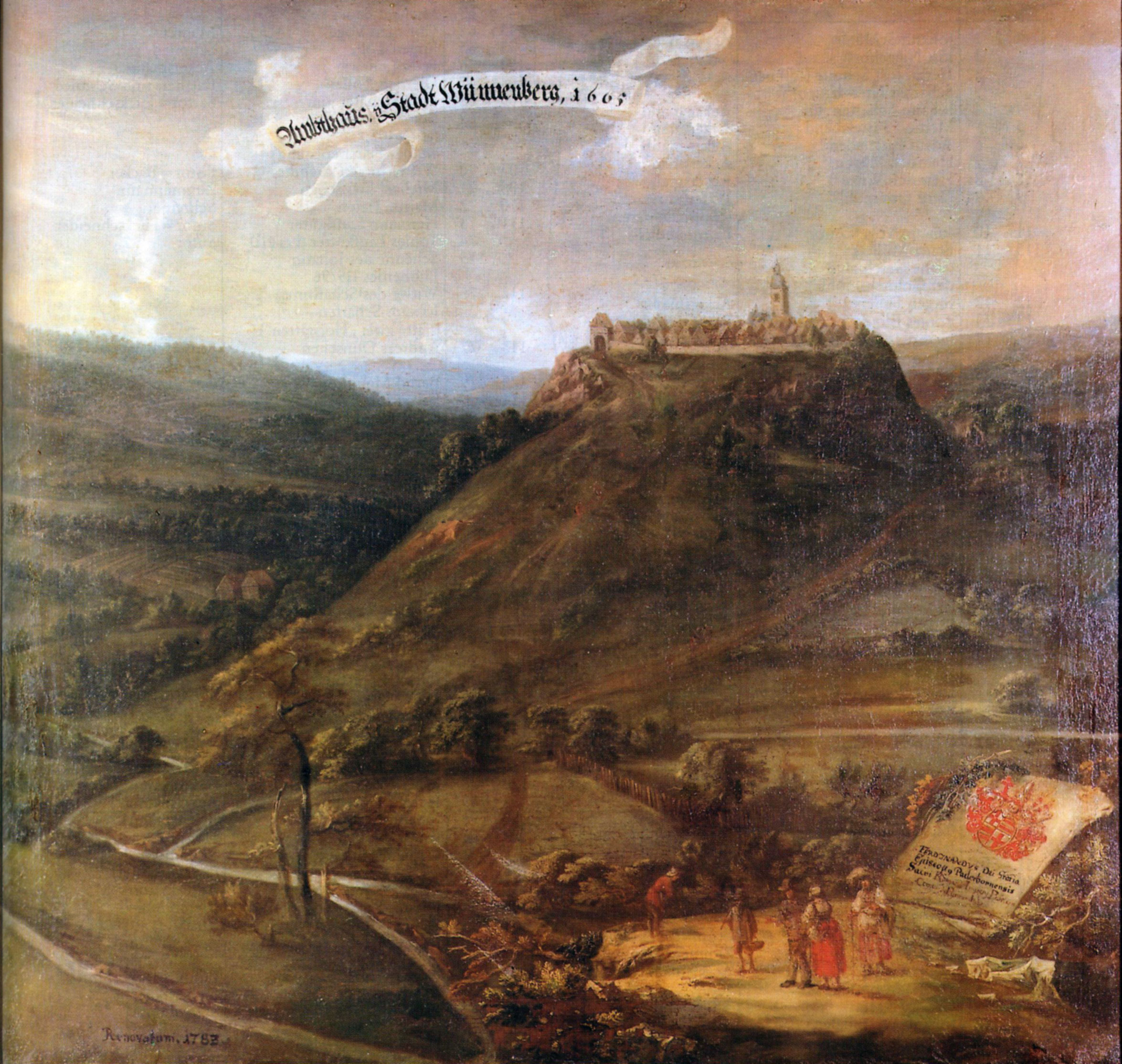
Wünnenberg 1665, Gemälde von Carl Ferdinand Fabritius

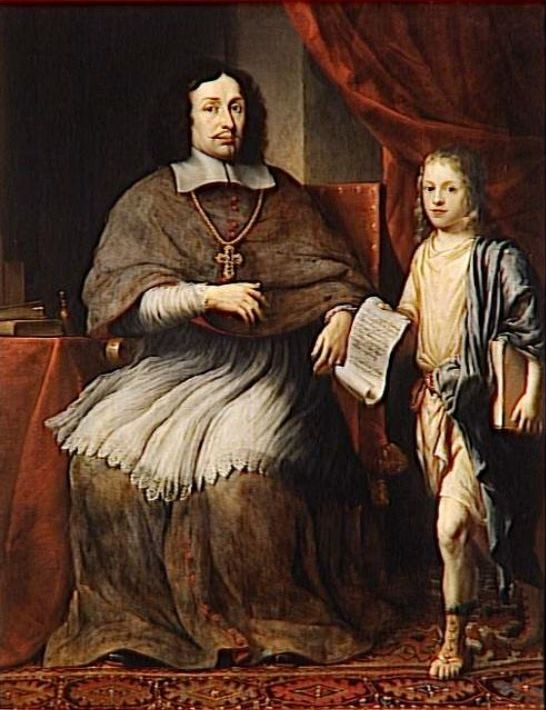
Fürstbischof Ferdinand II.

Nach zwei Jahren teils schwieriger Verhandlungen zwischen dem Fürstbischof von Paderborn, Ferdinand von Fürstenberg, und den Herren von Westphalen erfolgte 1656 der Vertragsabschluss. Damit kam Wünnenberg unter die Herrschaft des Fürstbischofs von Paderborn. Am 16. März 1677 wurde Wünnenberg erneut durch Feuer nahezu vollständig zerstört. Bevor der Wiederaufbau begann, beauftragte der Bischof einen Landvermesser mit der Planung. Der Plan der neuen Stadt zeigte gerade Straßen und eine großzügigere Bebauung, die allerdings durch die Stadtmauer begrenzt war. In den Jahren 1678 und 1679 wurde die Stadt wieder aufgebaut, eine neue Kirche geweiht und der Bischof schenkte der Gemeinde eine Orgel. Die zu zahlenden Steuern wurden Schatzung genannt, jeder Einwohner wurde geschätzt und in ein Schatzbuch eingetragen, nach dem er seine Abgaben leisten musste. Derartige Schatzbücher sind bis heute erhalten.
Am 7. Dezember 1725 wurde die Stadt erneut eingeäschert. Dieses Mal blieben nur die Kirche und das Kornhaus unversehrt. Nach dieser Feuersbrunst wurde vom Landesherrn entschieden, dass nur noch 60 Familien ihre Häuser innerhalb der Mauern in der Oberstadt wieder aufbauen durften, während alle übrigen außerhalb ins sogenannte Bruch in der Unterstadt ziehen mussten. Breite, sich rechtwinklig kreuzende Straßen wurden angelegt. Um der Feuergefahr zu begegnen, musste zwischen den Häusern genügend Abstand eingehalten werden. Später allerdings wurden immer wieder Neubauten in den Freiräumen errichtet, so dass bald viele Häuser erneut Wand an Wand standen. Im Siebenjährigen Krieg (1756–1763) litten Wünnenberg und die umliegenden Ortschaften unter den Einquartierungen fremder Soldaten. Allein in die Häuser Wünnenbergs kamen 250 hessische Soldaten und 1.100 Mann aus Sachsen-Gotha, die zusätzlich mit Nahrung versorgt werden mussten und die herrschende Notlage der Bewohner noch verschärften. Im Jahr 1759 wurde die Stadt von den Franzosen besetzt. Das Land stand zwar auf Seiten der Franzosen und des Kaisers, wurde aber von den Franzosen und deren Alliierten als Verpflegungs- und Rekrutierungsgebiet, als Winterlager und auch als Schlachtfeld, wie in der Schlacht bei Warburg genutzt. Der Krieg ließ das Hochstift ausbluten und brachte viel Elend für die Bevölkerung.
Durch den Pariser Vertrag von 1802 wurde das Hochstift Paderborn dem Königreich Preußen infolge der Säkularisation zugesprochen. Fürstbischof Franz Egon von Fürstenberg verlor sein weltliches Amt als Fürst der Fürstbistümer Paderborn und Hildesheim, übte aber bis zu seinem Tod 1825 sein geistliches Amt als Bischof weiter aus. Er lebte nach 1802 überwiegend in Hildesheim. Am 1. August 1802 besetzten preußische Truppen unter General von L’Estocq das Territorium und am 25. Februar 1803 wurde Wünnenberg preußisch.

### Napoleon und Preußen

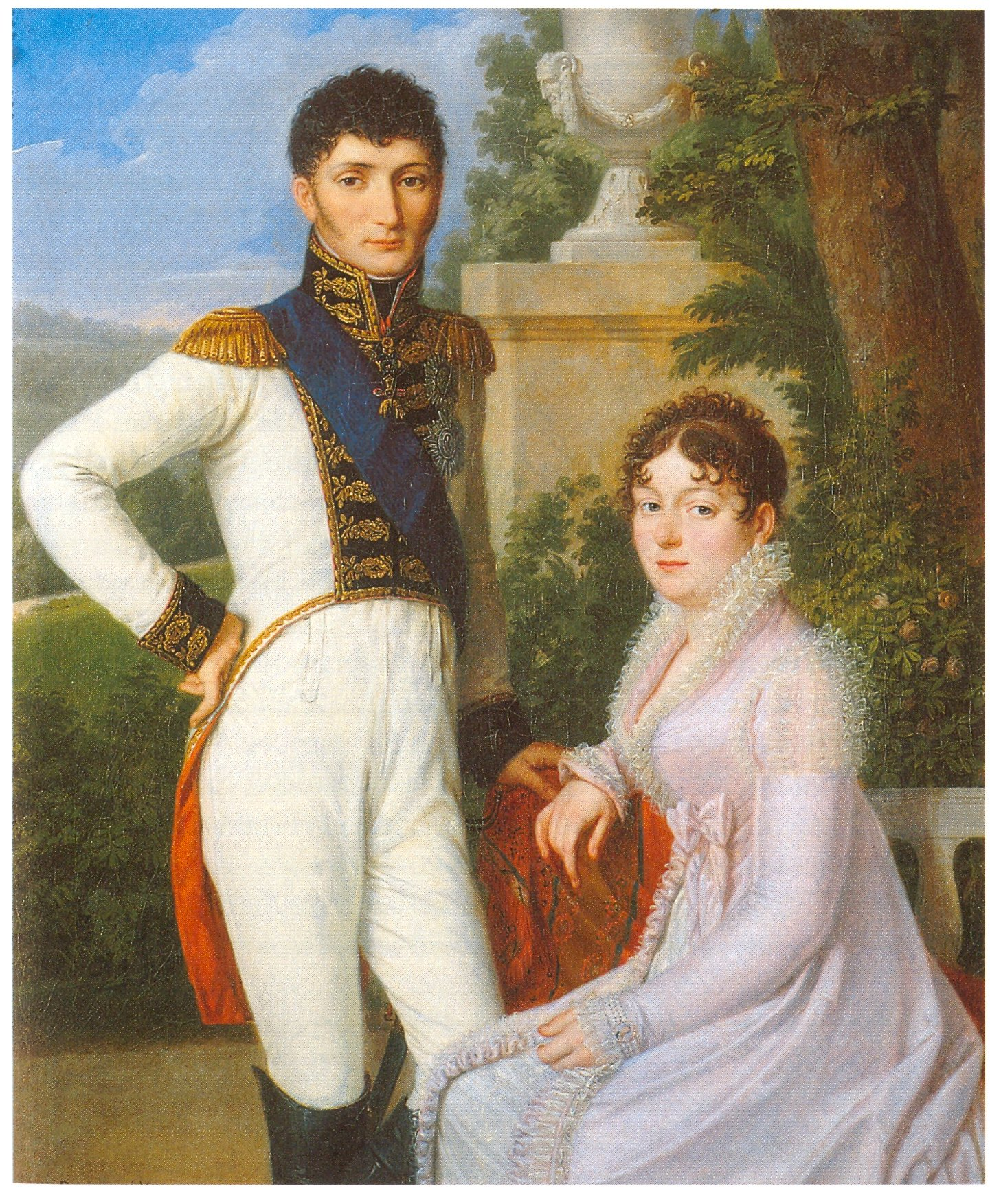
Jérôme und Katharina als König und Königin des Königreichs Westphalen

Im Verlauf der französischen Expansionspolitik nahmen die napoleonischen Truppen 1806 die Stadt Paderborn kampflos ein. Von 1807 bis 1813 gehörte Paderborn zum napoleonischen Königreich Westphalen unter König Jérôme Bonaparte. Die neuen Herren ernannten Wünnenberg zum Sitz des Kantons Wünnenberg im Departement der Fulda. An Napoleons Russlandfeldzug nahmen 12 Wünnenberger teil, von denen keiner zurückkehrte. Nach der Niederlage Napoleons in der Völkerschlacht von Leipzig 1813 wurde Wünnenberg wieder preußisch und verlor seine Stadtrechte. Der Sitz der Amtsverwaltung wurde nach Fürstenberg verlegt. Wünnenberg gehörte nun zum Amt Wünnenberg im Kreis Büren im westfälischen Regierungsbezirk Minden
Die Preußen führten eine Reihe von Neuerungen ein, so zum Beispiel das Grundbuch mit dem Urkataster, nach dem die jährlichen Steuern und Abgaben berechnet wurden. Das Schulwesen war in einem schlechten Zustand. Als erste Maßnahme erfolgte der Bau eines neuen Schulhauses, denn die Behelfsräume in der Dienstwohnung des Lehrers oder in Bauernhäusern wurden nicht länger geduldet. Schon am 14. April 1819 war die feierliche Einweihung der neuen Schule. Des Weiteren wurde der Straßenbau gefördert. Von 1831 bis 1859 entstand die neue Kreisstraße von Büren nach Marsberg, danach folgte die Straße von Paderborn nach Brilon und beide führten über Wünnenberg. Diese neue Straße sollte erstmals in der Geschichte die Unter- und Oberstadt durch eine Fahrbahn miteinander verbinden. Im Jahr 1889 wurde eine Wasserleitung aus Eisenrohren verlegt. Zunächst floss das Wasser nur in einen Behälter, der Kump genannt wurde. Zwei Jahre später gab es die ersten Hausanschlüsse, 1904 hatten alle Wünnenberger einen Anschluss und das Wasserschleppen am Joch hatte ein Ende.

### Erster Weltkrieg und Weimarer Republik
Im Ersten Weltkrieg (1914–1918) kamen über hundert Soldaten aus Wünnenberg ums Leben. Die Todesnachrichten brachten Schrecken und Trauer in die Familien. Frauen, Kinder und Jugendliche versuchten, die fehlende Arbeitskraft der Männer zu ersetzen. Die Bauern mussten Getreide, Zucker, Gemüse und Obst in die Ballungsräume liefern. Glocken, Orgelpfeifen und andere Metallgegenstände wurden für Kriegsmaterial eingeschmolzen. Die Kriegsverluste trugen dazu bei, dass die Einwohnerzahlen nur langsam anstiegen; lebten in Wünnenberg 1910 noch 1.111 Einwohner, so waren es 1925 1.167, 1933 1.229 und 1939 1.216. In Haaren waren es 1939 1.341 und in Fürstenberg 1.319.
Am 9. August 1919 wurden die ersten elektrischen Leitungen fertiggestellt und brachten elektrisches Licht in die Wohnstuben.
Politisch war die Region eine Hochburg der Zentrumspartei. Im Landkreis Büren erreichte sie bei der Reichstagswahl von 1933 67,5 %, während die NSDAP mit 19,7 % weit unter dem Reichsdurchschnitt lag; SPD und KPD blieben hier mit zusammen weniger als 8 % unbedeutend.

### NS-Zeit
Nach der Machtübernahme der Nationalsozialisten wurden auch die Geschäfte jüdischer Bürger in Haaren boykottiert (in Wünnenberg selbst lebte zu diesem Zeitpunkt nur noch eine jüdische Familie). Seit 1937 gab es an den Ortseingängen Schilder mit der Aufschrift „Juden sind hier unerwünscht“. Bei den Novemberpogromen von 1938 wurde der Haarener Betraum im Haus des Juden Otto Emmerich vollständig demoliert. Bei Kriegsbeginn lebte noch eine jüdische Familie in Haaren, die nach Auschwitz deportiert wurde. Der Ermordung dort entkam nur ein Familienangehöriger, der jedoch in Theresienstadt kurz nach Kriegsende ebenfalls starb.
Wünnenberg wurde Ende März 1945 durch die US-amerikanische 3. Panzerdivision auf ihrem Vormarsch von Marburg nach Paderborn befreit. Im Zweiten Weltkrieg wurden insgesamt 127 Einwohner Wünnenbergs getötet.

### Nachkriegszeit
Wünnenberg lag in der Britischen Besatzungszone und wurde mit dem Kreis Büren dem Regierungsbezirk Detmold im Land Nordrhein-Westfalen zugeordnet. Die Einwohnerzahl betrug im Jahr 1946 1.785.

### Religionen

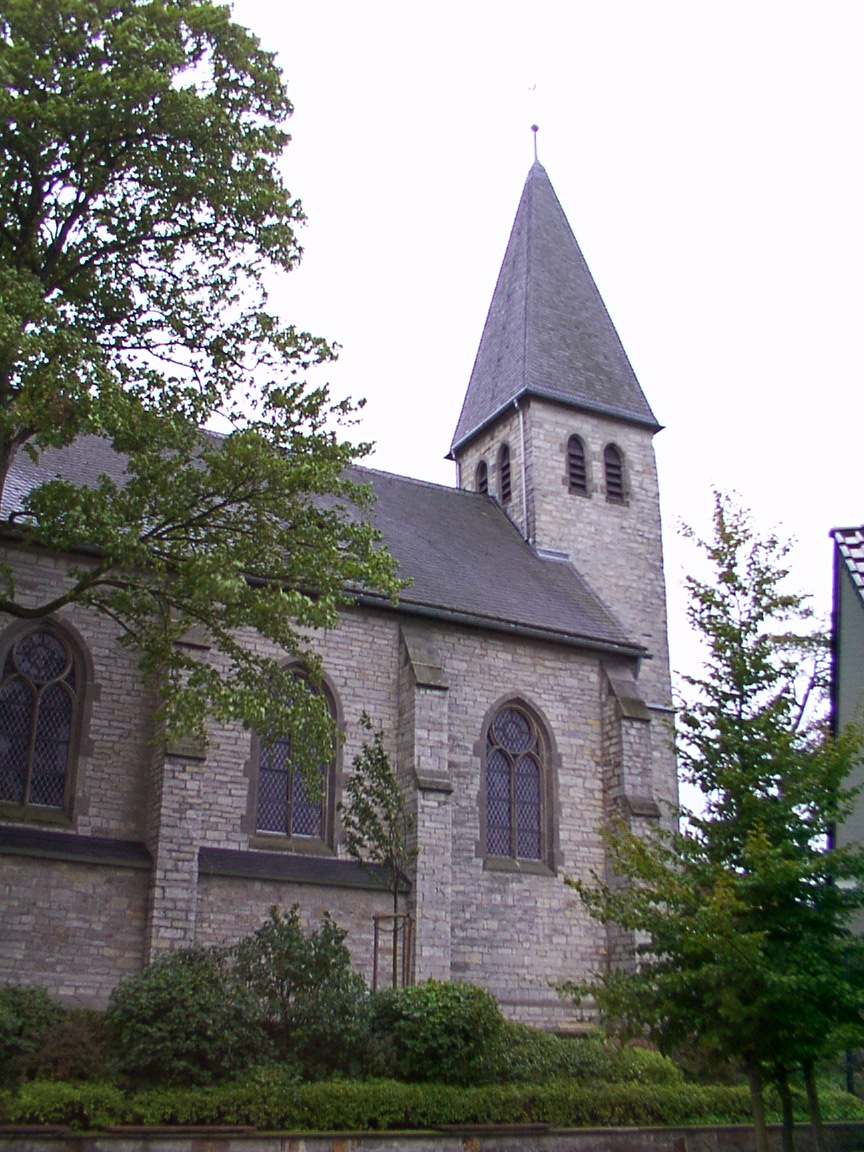
St. Apollonia in der Ortschaft Helmern

In Bad Wünnenberg existiert die Pastoralverbund Wünnenberg die zum Dekanat Büren-Delbrück gehört, in der Ortschaft Fürstenberg steht die Evangelische Kirche Fürstenberg. 
Bis zum Zweiten Weltkrieg gab es auch kleinere jüdische Gemeinden, an die heute nur noch die Friedhöfe in Haaren und Wünnenberg sowie drei Stolpersteine für die Familie Rosenberg in Haaren erinnern.

### Eingemeindungen
Mit Inkrafttreten des Sauerland/Paderborn-Gesetzes zum 1. Januar 1975 wurden die vier Gemeinden Bleiwäsche, Fürstenberg, Leiberg und Wünnenberg des Amtes Wünnenberg mit den drei Gemeinden Elisenhof, Haaren und Helmern des Amtes Atteln zur neuen Stadt Wünnenberg zusammengelegt. Auch Teile der Gemeinden Meerhof und Dalheim wurden dem Stadtgebiet zugeordnet. Rechtsnachfolger des Amtes Wünnenberg und der genannten sieben Gemeinden ist die neue Stadt Wünnenberg, die seit dem 1. Januar 2000 den Namen Bad Wünnenberg trägt. Der Kreis Büren, zu dem alle genannten Gemeinden bis zu diesem Zeitpunkt gehörten, wurde mit dem gleichen Gesetz ebenfalls aufgelöst und dem neuen Kreis Paderborn zugeordnet. Im Rahmen der Neuordnung wurden vertraglich folgende Schwerpunkte für die größten Orte im neuen Stadtgebiet festgehalten:
- Fürstenberg: Schulen und Verwaltung
- Haaren: Wirtschaft
- Wünnenberg: Kurstandort

### Einwohnerentwicklung
Bei den Zahlen handelt es sich ab 1975 um amtliche Fortschreibungen des Landesbetriebs Information und Technik NRW, Geschäftsbereich Statistik. Die Zahlen von 1975 bis 1985 sind geschätzte Werte, die Angabe für 1987 ist ein Volkszählungsergebnis und die Zahlen ab 1990 Fortschreibungen auf Basis der Ergebnisse dieser Volkszählung, ab 2012 Fortschreibungen auf Basis des Zensus 2011. Die Angaben beziehen sich bis inklusive 1984 auf die Wohnbevölkerung und ab 1985 auf die Bevölkerung am Ort der Hauptwohnung.

Bevölkerungsentwicklung seit 1975

| Jahr | Einwohner |
| ---- | --------- |
| 1975 | 09.088    |
| 1980 | 09.601    |
| 1985 | 09.833    |
| 1987 | 09.448    |
| 1990 | 10.226    |
| 1995 | 11.670    |
| 2000 | 12.165    |
| 2001 | 12.221    |
| 2002 | 12.298    |

| Jahr | Einwohner |
| ---- | --------- |
| 2003 | 12.365    |
| 2004 | 12.408    |
| 2005 | 12.477    |
| 2006 | 12.463    |
| 2007 | 12.463    |
| 2008 | 12.359    |
| 2021 | 12.437    |
| 2022 | 12.341    |

¹ Volkszählungsergebnis

## Politik

### Stadtrat
Der Stadtrat hat derzeit 32 Sitze. Hinzu kommt der Bürgermeister als Ratsvorsitzender. Nach der Kommunalwahl am 13. September 2020 ergab sich folgende Sitzverteilung:
- SPD: 7
- Grüne: 4
- FDP: 3
- CDU: 18

Die folgende Tabelle zeigt die Kommunalwahlergebnisse seit 1975:
| [ 24 ] [ 25 ]   | 2020    | 2020    | 2014    | 2014    | 2009    | 2009    | 2004    | 2004    | 1999    | 1999    |
| --------------- | ------- | ------- | ------- | ------- | ------- | ------- | ------- | ------- | ------- | ------- |
| Partei          | Sitze   | %       | Sitze   | %       | Sitze   | %       | Sitze   | %       | Sitze   | %       |
| CDU             | 18      | 55,95   | 19      | 59,33   | 19      | 58,89   | 22      | 70,28   | 22      | 69,79   |
| SPD             | 07      | 23,78   | 11      | 34,30   | 09      | 27,28   | 08      | 23,55   | 09      | 28,45   |
| FDP             | 03      | 08,20   | 02      | 06,36   | 04      | 13,83   | 02      | 06,17   | 01      | 01,76   |
| Grüne           | 04      | 12,07   | –       | –       | –       | –       | –       | –       | –       | –       |
| Einzelbewerber  | –       | –       | –       | –       | –       | –       | –       | –       | –       | –       |
| Gesamt1         | 32      | 100     | 32      | 100     | 32      | 100     | 32      | 100     | 32      | 100     |
| Wahlbeteiligung | 61,77 % | 61,77 % | 54,21 % | 54,21 % | 56,33 % | 56,33 % | 60,52 % | 60,52 % | 63,88 % | 63,88 % |
|                 |         |         |         |         |         |         |         |         |         |         |
| [ 27 ] [ 28 ]   | 1994    | 1994    | 1989    | 1989    | 1984    | 1984    | 1979    | 1979    | 1975    | 1975    |
| Partei          | Sitze   | %       | Sitze   | %       | Sitze   | %       | Sitze   | %       | Sitze   | %       |
| CDU             | 20      | 59,69   | 19      | 56,76   | 25      | 74,30   | 27      | 78,91   | 27      | 78,10   |
| SPD             | 11      | 32,54   | 11      | 31,46   | 06      | 17,44   | 06      | 18,17   | 06      | 16,77   |
| FDP             | 01      | 05,04   | 03      | 11,08   | 02      | 08,26   | 0       | 02,93   | 0       | 03,00   |
| Grüne           | 0–      | 0–      | 0–      | –       | –       | –       | –       | –       | 0–      | 0–      |
| Einzelbewerber  | 01      | 02,46   | 0       | 00,69   | –       | –       | –       | –       | 0       | 02,13   |
| Gesamt1         | 33      | 100     | 33      | 100     | 33      | 100     | 33      | 100     | 33      | 100     |
| Wahlbeteiligung | 84,15 % | 84,15 % | 72,80 % | 72,80 % | 71,88 % | 71,88 % | 74,96 % | 74,96 % | 91,39 % | 91,39 % |

1ohne Berücksichtigung von Rundungsdifferenzen

### Bürgermeister
Bürgermeister der Stadt ist Christian Carl (CDU), der am 13. September 2020 mit 55,57 % der Stimmen gewählt wurde. Er folgte auf Christoph Rüther, der an diesem Tag zum Landrat des Kreises Paderborn gewählt wurde. Rüther erhielt bei seiner Wahl zum Bürgermeister am 13. September 2015 76,72 % der gültigen Stimmen. Sein Vorgänger, Winfried Menne, war nach 26 Jahren als Stadtdirektor und Bürgermeister in den Ruhestand eingetreten. Erster Bürgermeister nach der Kommunalreform 1975 war der Landwirt Fritz Dören (verstorben) aus Leiberg, der auch zum Ehrenbürgermeister ernannt wurde.

### Wappen
| Banner, Wappen und Hissflagge |  |
|                               |  |
|                               |  |

Mit Urkunde des Regierungspräsidenten vom 16. Januar 1976 ist der Stadt das Recht zur Führung eines Wappens verliehen worden. Es entspricht dem ehemaligen Amtswappen.
Blasonierung
In rot ein goldenes (gelbes) durchgehendes Kreuz, in den vier Winkeln oben je zwei aufrecht nebeneinandergestellte silberne (weiße) Eichenblätter, unten je zwei aufrecht nebeneinandergestellte silberne (weiße) Ähren. Im silbernen (weißen) Schildfuß ein roter Rautensparren.

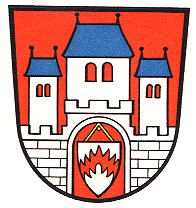
Wappen der Stadt Wünnenberg von 1908 bis 1974

Das Kreuz auf rotem Grund zeigt die Zugehörigkeit zum Hochstift Paderborn. Der Rautensparren entstammt dem Wappen der Herren von Büren, die bis in das 17. Jahrhundert im Bürener Land regierten. Die vier Eichenblätter weisen auf den Waldreichtum der Stadt hin, die vier Ähren auf die fruchtbaren Äcker im Sintfeld. Diese Symbole finden sich auch in den ehemaligen Ortswappen von Bleiwäsche, Elisenhof, Fürstenberg und Leiberg.
Die Stadt Wünnenberg führte vor der kommunalen Neugliederung zum 1. Januar 1975 ein Wappen, das ihr am 25. September 1908 verliehen worden war. Dieses ähnelte dem Wappen der Stadt Büren und enthielt in rot eine silberne Zinnenmauer mit offenem rundbogigen Tor, darüber drei silberne Türme mit blauen Walmdächern, von denen der mittlere breiter und höher war; im offenen Tor ein silberner, an goldener Fessel aufgehängter Dreieckschild, darin ein roter Rautensparren. Dieses Wappen war auf das Hauptsiegel der Stadt von 1328 zurückzuführen.
Flagge
Mit Urkunde des Regierungspräsidenten vom 28. Juli 1986 ist der Stadt das Recht zur Führung einer Flagge verliehen worden.
Von rot-weiß-rot im Verhältnis 1:3:1 längsgestreift mit dem von der Mitte zur Stange verschobenen Wappenschild der Stadt.

### Städtepartnerschaften
Bad Wünnenberg unterhält seit 1994 eine Städtepartnerschaft zu Maizières-lès-Metz im lothringischen Département Moselle in Frankreich.
Weitere Kontakte werden auf der Ebene von Sport- und Musikvereinen gepflegt: Der Sportverein Bad Wünnenberg unterhält seit Jahren einen Kontakt zum Sportverein aus Koppigen im Kanton Bern in der Schweiz. Zu einigen Veranstaltungen (zum Beispiel zum „Maikäferfest“) waren die Schweizer Sportler eingeladen und auch Gegenbesuche hat es gegeben. Der Musikverein Bad Wünnenberg pflegt Kontakte zu einem Musikverein aus Leopoldsburg in der belgischen Provinz Limburg. Zwischen dem Tambourkorps Bad Wünnenberg und dem Spielmannszug in Walhorn bei Eupen im deutschsprachigen Teil Belgiens existieren kulturelle Kontakte.

## Kultur und Sehenswürdigkeiten

### Soziales Engagement
Bad Wünnenberg verfügt über einen eigenen Weltladen. Der Laden in der Mittelstrasse 33 wird durch viele ehrenamtliche Helfer aus der Region betrieben.

### Theater
Bad Wünnenberg verfügt über kein eigenes Theater, jedoch hat der Sportverein TuS Bad Wünnenberg eine Theaterabteilung die in den Wintermonaten ein Theaterstück aufführt.

### Museen

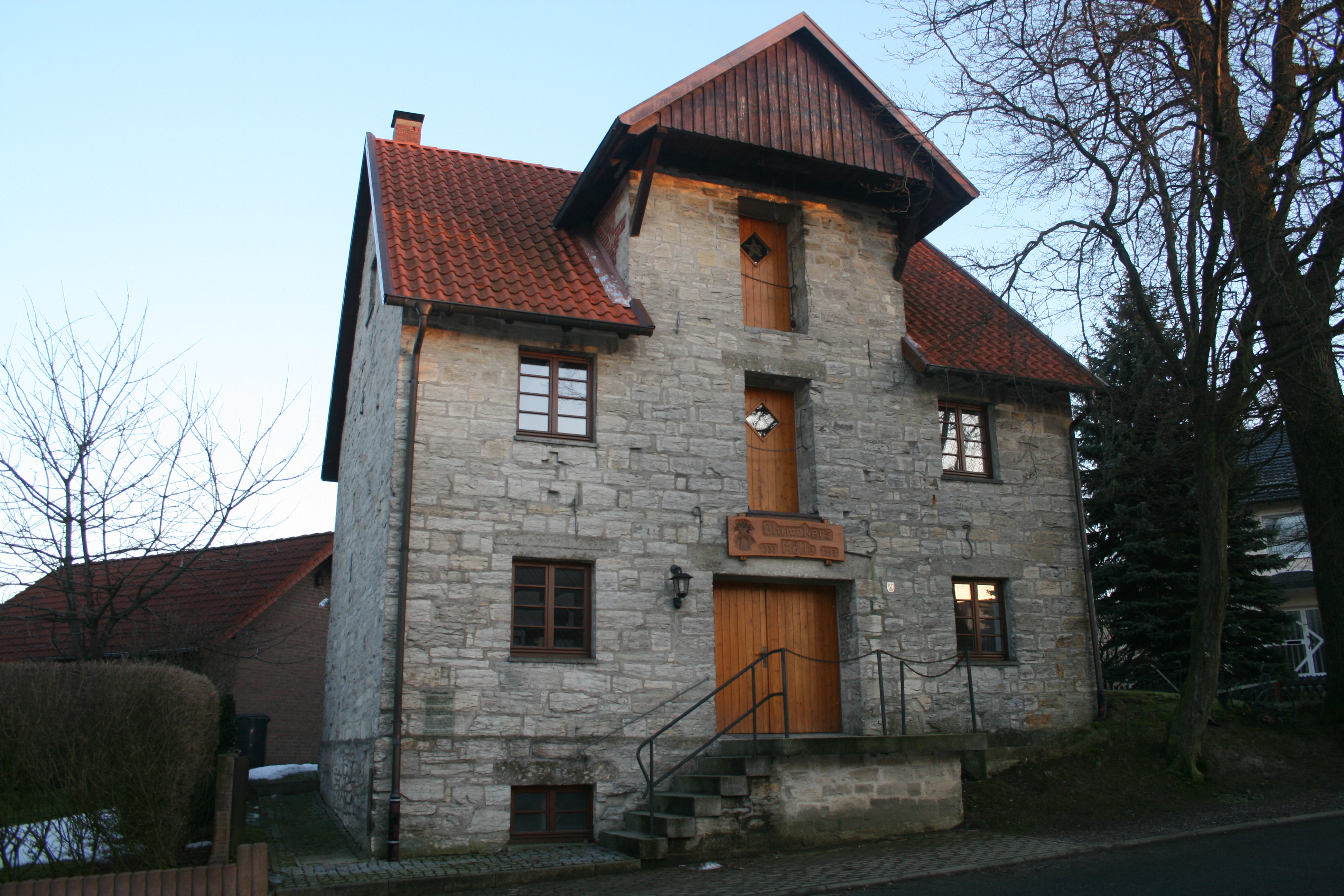
Die dieselgetriebene Ohrmackers-Mühle

Der Heimat- und Verkehrsverein der Ortschaft Haaren unterhält die Maschinenmühle Ohrmackers-Mühle. Die vollständig erhaltene und restaurierte Anlage zeigt eine Maschinenmühle, die von einem Dieselmotor angetrieben wird. Damit wird ein Schrotgang, ein Doppelwalzenstuhl und eine Bauholzsäge angetrieben.

### Musik
In Bad Wünnenberg gibt es insgesamt sechs allgemeine Musikvereine und vier Tambourcorps. Im Gesangbereich existieren drei gemischte Chorgruppen, zwei Männergesangsvereine, ein Gospelchor und ein Kinder- und Jugendchor.

### Bauwerke

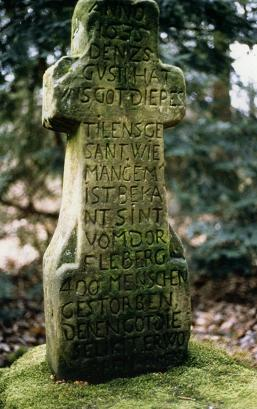
Pestkreuz in Bad Wünnenberg

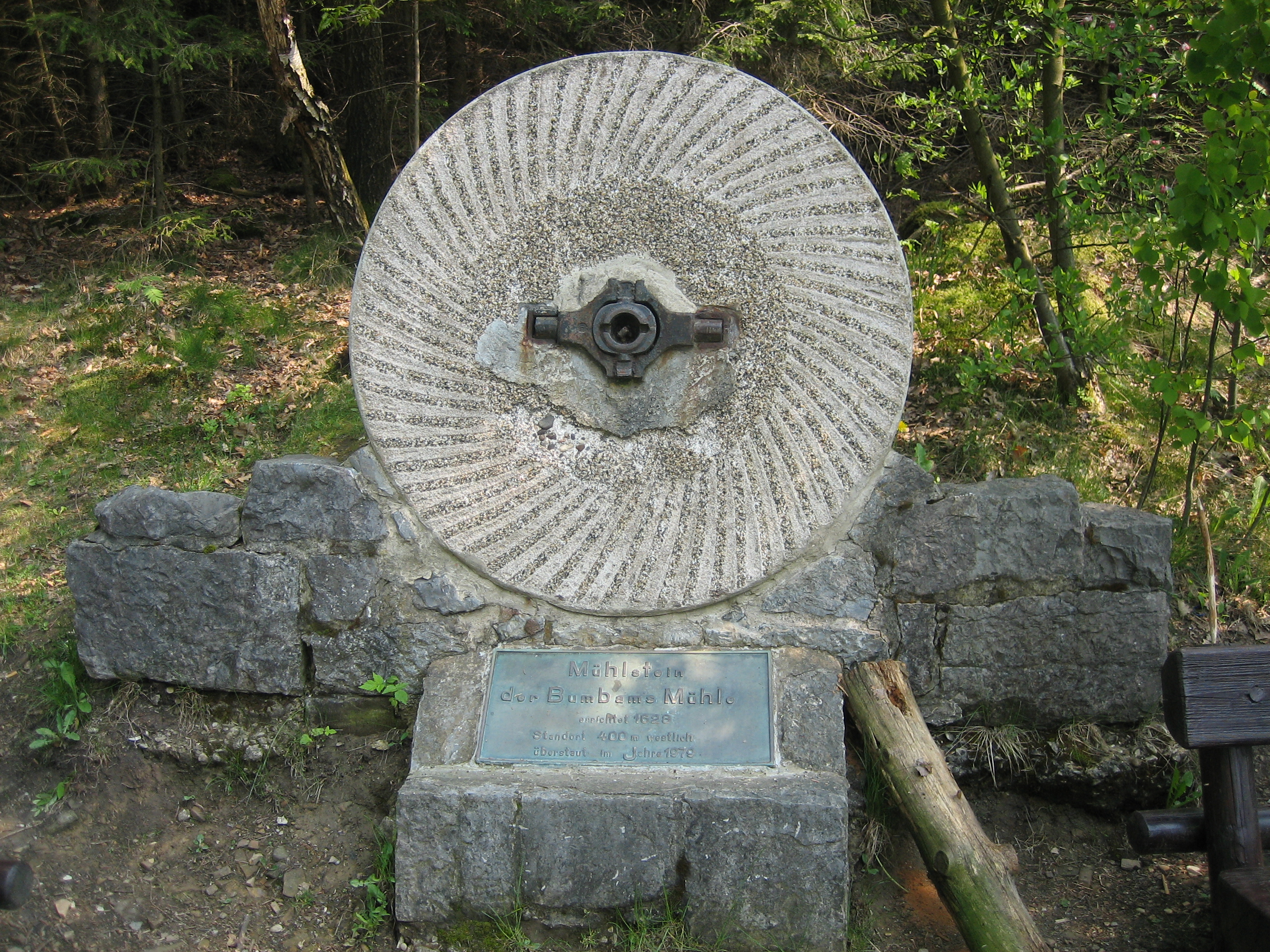
Gedenkstein mit Inschrift für die ehemalige Bumbam-Mühle

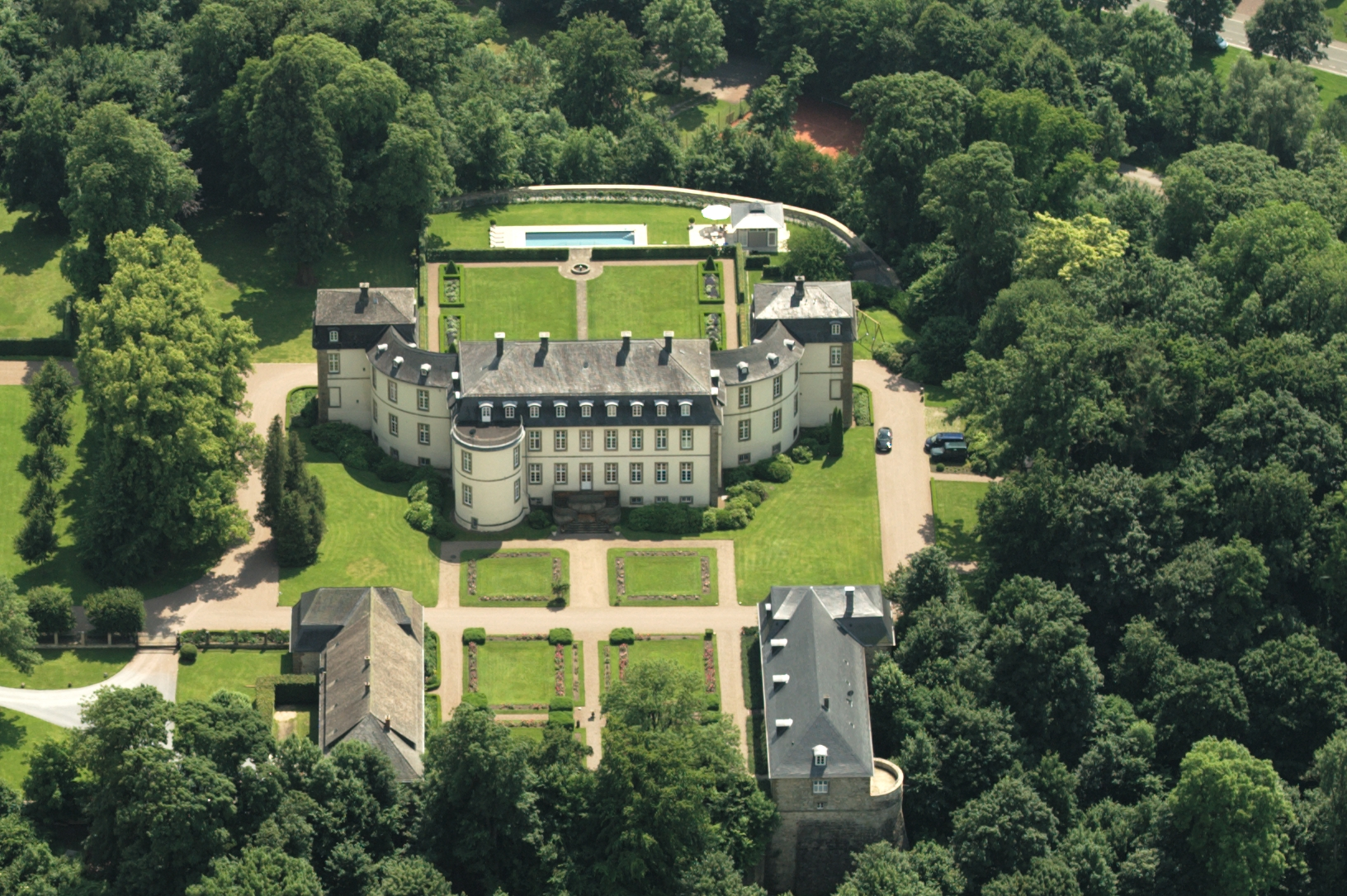
Schloss Fürstenberg

Wahrzeichen der Stadt Bad Wünnenberg ist ein Wehrturm aus dem 13. Jahrhundert. Nach dem dritten Stadtbrand 1725 wurden Teile der alten Wehranlage, unter anderem auch der Turm, als Steinbruch für den Wiederaufbau der Stadt freigegeben. Bis ins 20. Jahrhundert hat sich der Turm deshalb nur als Ruine erhalten. Unter Mitwirkung des örtlichen Heimatvereins und der NRW-Stiftung konnte der Turm wieder aufgebaut und 2001 eingeweiht werden.
Die Burganlage im Leiberger Wald, gelegen auf einem Bergsporn 1900 m südlich von Leiberg, soll aus dem Frühmittelalter stammen.
Der Pestfriedhof wurde nach der großen Pest von 1635 eingerichtet. Erhalten hat sich das Pestkreuz.
1719 gab der Fürstbischof Clemens August I. von Bayern den Auftrag, ein Zehnthaus zu errichten. 1867 wurde eine Scheune angebaut, die später zum Wohnhaus umgebaut wurde.
Auf dem Grund des Aabachsees steht die Bumbam-Mühle. Sie wurde 1746 errichtet und blieb bis 1975 in Familienbesitz. Bei der Schaffung des Stausees wurde die Mühle nicht entfernt, so dass sie bei niedrigem Wasserstand zu sehen ist. Am Ufer des Sees weist eine Tafel und ein Mühlstein auf deren Existenz hin.
Von 1750 bis 1758 wurden Turm und Langhaus der Kirche St. Mariä Himmelfahrt in Fürstenberg von den Bürgern errichtet. Der Chorraum blieb als Eigenkirche der Familie von Westphalen vorbehalten. Somit konnten, 300 Jahre nach der Dorfgründung, die mittelalterliche Kirche der Wüstung Vesperthe im Tal und die Kapelle der Adelsfamilie auf der Burg aufgegeben werden. Die barocke Ausstattung mit drei Altären, Chorschranke, Kanzel und Orgelempore fertigte der Bildhauer Anton Joseph Stratmann im Auftrag des Fürstbischofs Friedrich Wilhelm von Westphalen.
Das Schloss Fürstenberg der Familie von Westphalen errichtete 1783 der Architekt du Ry auf den Grundmauern einer weitläufigen Burganlage. Es diente Fürstbischof Friedrich Wilhelm von Westphalen als Jagdschloss. Noch heute ist das Schloss der Stamm- und Wohnsitz dieser Adelsfamilie. Der zugehörige Gutshof wurde zwischen 1776 und 1783 als Wirtschaftsbetrieb für die umfangreichen Ländereien der Adelsfamilie aufgebaut.
In der Bad Wünnenberger Unterstadt wurde 1726 vom fürstbischöflichen Rentmeister Jobst Friedrich im Stil des klassischen Barocks der Spanckenhof als eines der ersten Gebäude errichtet. Der Erbauer wollte damit seinen Wohlstand dokumentieren. Heute befinden sich im Gebäude der Sitz der Geschäftsstelle des Regionalforums
Südliches Paderborner Land e. V. sowie eine Heimatstube und seit 1997 der Sitz der Gemeinschaft für Naturschutz (GfN).
1870 wurde die Kapelle St. Antonius zu Padua für Andachten errichtet. Gläubige der Unterstadt nutzten die Kapelle, wenn sie nicht zur Kirche der Oberstadt gehen wollten.
Sehenswert ist auch die katholische Pfarrkirche St. Antonius von Padua.

### Parks
Das Erholungs- und Freizeitgebiet Bad Wünnenberg grenzt mit ca. 25 ha Größe südöstlich direkt an die geschlossene Bebauung des Ortes Bad Wünnenberg an, ist im Eigentum der Stadt und verfügt über einen kleinen Kurpark unmittelbar südlich der Aatalklinik mit Rasenflächen und Staudenbeete, sowie einen Abenteuerspielplatz und ein Wildgehege. Neben einigen kleinen Teichen gibt es einen angelegten See, der zum Paddeln und Angeln genutzt wird und mehrere Wassertretbecken. Ein Erlebnis-Barfußpfad rundet das Angebot ab.
Der nicht öffentlich zugängliche Schlosspark Fürstenberg im Ortsteil Fürstenberg ist etwa 6 ha groß und befindet sich in Privateigentum. Es handelt sich bei der Anlage um einen geometrischen Garten, der mit einem gefleckten Ahorn mit gelb-grün gestreiften Blättern und einem Mammutbaum zwei besondere Pflanzen enthält.

### Naturschutzgebiete und Naturdenkmäler
In Bad Wünnenberg gibt es zehn Naturschutzgebiete bzw. Bad Wünnenberg hat Anteil daran. Dies sind das Waldbachtal (ca. 21,3 ha), das Gebiet Lühlingsbach-Nettetal mit Erweiterung (ca. 40 ha), das Messenberg-Nettetal (ca. 16,8 ha), das Gebiet Große Aa (ca. 19,5 ha), der Mittelbruch (ca. 14,2 ha), der Altehaier Bruch (ca. 2,6 ha), der Leiberger Wald (ca. 1232,7 ha), das Naturschutzgebiet Afte (ca. 126,4 ha), sowie als größte Gebiete der Fürstenberger Wald (ca. 1496,4 ha) und die Wälder bei Büren (ca. 1515,8 ha).
In Bleiwäsche liegt der noch in Betrieb befindliche Steinbruch Düstertal. Hier wurde im Jahr 1987 ein Höhlensystem entdeckt, das heute den Namen Kreiselhalle-Malachitdom trägt und vom Land Nordrhein-Westfalen als landschaftliches Schutzobjekt ausgewiesen wird.
Im Jahr 2008 wurden vom Kreis Paderborn von ehemals 60 Naturdenkmälern 40 aus der unter Schutz-Stellung herausgenommen.

### Sport
Im Stadtgebiet von Bad Wünnenberg existieren neun allgemeine Sportvereine, die Angebote aus dem Bereich des Breitensports machen. Darüber hinaus gibt es drei Fischereivereine, drei Tennisclubs, zwei Turnvereine, einen Verein für Rettungssport, einen Modellflugverein, eine Schießsportabteilung, einen Ski-Club sowie eine Volkstanzgruppe.
2021 bewarb sich die Kleinstadt zusammen mit Paderborn und Bad Lippspringe als Host Town für die Gestaltung eines viertägigen Programms für eine internationale Delegation der Special Olympics World Summer Games 2023 in Berlin. 2022 wurde sie als Gastgeberin für Special Olympics Uruguay ausgewählt. Die Delegation bestand aus etwa 80 Personen. Damit wurde die Stadt Teil des größten kommunalen Inklusionsprojekts in der Geschichte der Bundesrepublik mit mehr als 200 Host Towns.

### Regelmäßige Veranstaltungen
Das Maikäferfest ist das Sportfest des TuS Bad Wünnenberg und findet jedes Jahr an Pfingsten statt.
Einmal jährlich wird auf einem neun Kilometer langen Rundkurs um die Aabachtalsperre ein Inlineskate-Rennen ausgerichtet. Ebenfalls jährlich findet in den Ortsteilen ein Schützenfest statt, in Elisenhof/Eilern ein Heimatfest.

### Kulinarische Spezialitäten
Im Paderborner Raum wurde hauptsächlich Roggen und weniger Weizen angebaut, so dass sich das Paderborner Brot entwickelte. Aus drei Vierteln Roggen und einem Viertel Weizen wird mit etwas Sauerteig in einem hölzernen Backtrog angesetzt. Der Teig muss eine Nacht ziehen und kann am nächsten Tag gebacken werden.

## Wirtschaft und Infrastruktur

### Verkehr
Durch das Stadtgebiet von Bad Wünnenberg verläuft in nord-südwestlicher Richtung die B 480. Seit 2013 wurde eine westliche Ortsumgehung gebaut, die über die 70 Meter hohe Aftetalbrücke führt. Am 20. Dezember 2021 wurde die Umgehungsstraße nach 8-jähriger Bauzeit für den Verkehr freigegeben. Im Norden des Stadtgebiets durchquert die A 44 das Stadtgebiet von Westen nach Osten. Auch das Autobahnkreuz Wünnenberg-Haaren liegt auf dem Stadtgebiet. Ebenfalls in west-östlicher Richtung verläuft die Landesstraße 549, über die die Ortsteile Leiberg und Fürstenberg erreicht werden.
In regelmäßigem Taktverkehr verkehren Regionalbusse nach Paderborn, Büren und Brilon. Bad Wünnenberg liegt im Bedienungsgebiet des Nahverkehrsverbunds Paderborn-Höxter.
Die nächste Fernverkehrsbahnhof liegt rund 26 km entfernt in Paderborn. Der nächstgelegene Flughafen ist der Flughafen Paderborn-Lippstadt, der 20 km entfernt liegt.
Durch Bad Wünnenberg führen die etwa 500 km lange Wellness-Radroute Teutoburger Wald, die als Radrundweg ausgeführt ist, und neben weiteren lokalen Wanderwegen der Sintfeld-Höhenweg.

### Medien
Das Lokalradio für die Kreise Paderborn und Höxter, Radio Hochstift, ist auf den Frequenzen 88,1 MHz oder 104,8 MHz zu empfangen. Als Tageszeitungen erscheinen in Bad Wünnenberg die Neue Westfälische und das Westfalen-Blatt, jeweils mit einem Lokalteil für das Bürener Land, zu dem Bad Wünnenberg gehört. Jeden Samstag wird die kostenfreie Wochenzeitung Neue Regionale mit Sitz in Geseke in allen Ortsteilen verteilt. Zudem erscheint vierteljährlich im Hochstift Paderborn die Zeitschrift Die Warte für die Kreise Paderborn und Höxter, mit Beiträgen zur Regionalgeschichte, Literatur und Kunst.

### Öffentliche Einrichtungen
Die Stadt betreibt ein Frei- und Hallenbad.
Jeder Ortsteil hat einen Löschzug oder eine Löschgruppe als Teil der Freiwilligen Feuerwehr Wünnenberg. Dies sind im Einzelnen der Löschzug Bad Wünnenberg mit Jugendfeuerwehr, der Löschzug Fürstenberg mit Jugendfeuerwehr, der Löschzug Haaren mit Jugendfeuerwehr, die Löschgruppe Helmern mit Jugendfeuerwehr, die Löschgruppe Leiberg mit Jugendfeuerwehr, die Löschgruppe Elisenhof und die Löschgruppe Bleiwäsche.
Da es in Bad Wünnenberg keine Ortsbücherei gibt, beteiligt sich die Stadt am Bücherbus des Kreises Paderborn, der regelmäßig die Ortschaften anfährt. So haben die Einwohner Zugriff auf etwa 4500 Medien.
Zuständig für die örtliche Rechtsprechung ist das Amtsgericht Paderborn, nächsthöhere Instanz ist das Landgericht Paderborn. Das Rathaus befindet sich im Ortsteil Fürstenberg.

### Bildung
Die Stadt bietet vier Grundschulen (Grundschule Bad Wünnenberg, Grundschule Fürstenberg, Grundschule Haaren/Helmern und Grundschule Leiberg) und je eine Haupt- und Realschule an. Die Haupt- und Realschule sind im gleichen Gebäudekomplex in Fürstenberg untergebracht. Gymnasiale Angebote gibt es im angrenzenden Büren. Im Jahr 2007 wurden an den Schulen der Stadt mit 83 Lehrkräften insgesamt 1356 Schüler unterrichtet, davon 49,6 % an den Grundschulen, 19,7 % an der Hauptschule und 30,7 % an der Realschule.
Für die frühkindliche Bildung stehen in Bad Wünnenberg neun Kindergärten zur Verfügung, die in kommunaler Trägerschaft betrieben werden. Die Volkshochschulen der Städte Büren, Delbrück, Salzkotten und Bad Wünnenberg machen Angebote für die Erwachsenenbildung.

### Ansässige Unternehmen
In Bad Wünnenberg sind der Industriepark Haaren und das Gewerbegebiet Leiberg gelegen. Ersterer liegt direkt am Autobahnkreuz von A 33 und A 44. Insbesondere sind hier Unternehmen der Kunststoff-, Metall- und Möbelbranche angesiedelt. Es findet sich aber auch der Baumaschinen- und Sanitärhandel in der Stadt.
Die Aatalklinik Wünnenberg GmbH betreibt die gleichnamige Klinik, die sich auf die neurologische und neurochirurgische Rehabilitation spezialisiert hat. Angeschlossen ist die Pflegestation St. Antonius, ein Pflegeheim für vollstationäre oder Kurzzeit-Pflege.
Die SI MASS Production GmbH produziert seit 1983 Bürobedarf aus Kunststoff, insbesondere Schnellhefter und Klarsichthüllen, Schreibunterlagen, Register und Klemmhefter.

## Persönlichkeiten

### Ehrenbürger
- 1956: Bernhard Jürgens (1881–1969), Pfarrer, Geistlicher Rat, Ehrendechant und Ehrenbürger der Gemeinde Leiberg
- 1969: Fritz Meyer (1897–1976), Bürgermeister, Ehrenbürger der Gemeinde Helmern
- 1969:  Joseph Ricken (1890–1972), Pfarrer, Geistlicher Rat, Ehrendechant und Ehrenbürger der Gemeinde Haaren
- 1978: Friedrich Carl Graf von Westphalen (* 1898), Ehrenbürger von Bad Wünnenberg[43]

### Söhne und Töchter der Stadt
- Friedrich Deys (~1365–1429), Bischof von Lavant und Bischof von Chiemsee
- Wilhelm Wächter (1906–1943), Missionar und Märtyrer
- Walter Trapp (1920–2010), Kommunalpolitiker
- Hildegard Hammerschmidt-Hummel (1944–2024), Anglistin und Literaturwissenschaftlerin
- Gerhard Wächter (1946–2022), deutscher Politiker (CDU), Mitglied des Bundestages (2002–2009)